# Sihuik Kuik
Sihuik Kuik is een bestuurslaag in het regentschap Tapanuli Selatan van de provincie Noord-Sumatra, Indonesië. Sihuik Kuik telt 2562 inwoners (volkstelling 2010).